# Имам двије маме и два тате
Имам двије маме и два тате је југословенски филм из 1968. године. Режирао га је Крешимир Голик, а сценарио су писали Крешимир Голик и Мирјам Тушек.

## Радња
После развода, бивши супружници створили су нове брачне заједнице, при чему је старији син, тинејџер Зоран, остао живети с оцем и његовом новом, младом и атрактивном супругом која је касније родила девојчицу Ђурицу, док је млађи, десетогодишњи Ђуро остао с мајком, која у браку с другим мужем флаутистом има сина Драшка. Сваке недеље Зоран одлази на ручак у нову породицу своје мајке, а Ђуро у нову очеву породицу. Две породице тако су међусобно повезане, а Ђуро ће ускоро схватити да их још нешто веже.

## Улоге
| Глумац            | Улога      |
| ----------------- | ---------- |
| Миа Оремовић      | прва мама  |
| Реља Башић        | први тата  |
| Фабијан Шоваговић | други тата |
| Вера Чукић        | друга мама |
| Давор Радолфи     | Ђуро       |
| Игор Гало         | Зоран      |
| Томислав Жганец   | Драшко     |

## Награде
На Пулском фестивалу филм је награђен Сребрном ареном као и Златним аренама за најбољу глумицу Мији Оремовић и фотографију Ивици Рајковићу.